# Kuçovë
Kuçovë je hlavní město okresu Kuçovë v Albánii s 31 262 obyvateli. V letech 1950 až 1991 nesla obec název Qyteti Stalin (Stalinovo město). Nachází se v něm mnoho muzeí a parků, jedním z největších je park Te Pishat. Severně od města protéká řeka Devoli a jižně potom řeka Osum. 

## Historie
První připomínka vesnice na tomto místě pochází z konce 17. století.
Město je jedním z center albánského ropného průmyslu, který zde byl rozvíjen od roku 1928. V roce 1936 zde došlo k první stávce dělníků. Po druhé světové válce bylo díky svému potenciálu určeno za klíčové. Po roztržce Albánie s Jugoslávií v roce 1948 sem začala proudit technologická pomoc z SSSR. Město bylo proto pojmenováno na počest Josifa Stalina Qyteti Stalin. Odhalena zde byla také i jeho socha. Po sovětském vzoru bylo Kuçovë uzavřeno pro zahraniční návštěvníky, důvodem byla existence nedalekého vojenského letiště. Průmyslové město, vyznačující se budovami ve stylu socialistického realismu, bylo symbolem průmyslového pokroku země. Jeho počet obyvatel vzrostl z 6 400 v roce 1938 na 32 000 lidí v roce 1980. V lednu 1991 se vrátilo k svému původnímu názvu. Přestalo být nicméně symbolem industrializace země, nové pořádky znamenaly úpadek investic, město se stalo zpustlým a průmyslové závody opuštěné.

## Doprava
Do města nevede železnice ani hlavní silnice, pouze komunikace nižších tříd.

## Bezpečnost
Jižně od města stojí letecká základna. NATO po vstupu Albánie do aliance zahájilo její modernizaci.

## Sport
Sídlí zde fotbalový klub KF Naftëtari Kuçovë. Největší atletický/fotbalový stadion nese název po Bashkim Sulejmaniovi.